# Llista d'asteroides/78901–79000
| Nom              | Designació provisional | Data de descobriment | Lloc de descobriment | Descobridor/s                                          |
| ---------------- | ---------------------- | -------------------- | -------------------- | ------------------------------------------------------ |
| 78901 -          | 2003 ST66              | 19 de setembre, 2003 | Črni Vrh             | Črni Vrh                                               |
| 78902 -          | 2003 SM67              | 19 de setembre, 2003 | Socorro              | LINEAR                                                 |
| 78903 -          | 2003 SP79              | 19 de setembre, 2003 | Kitt Peak            | Spacewatch                                             |
| 78904 -          | 2003 SE81              | 19 de setembre, 2003 | Kitt Peak            | Spacewatch                                             |
| 78905 Seanokeefe | 2003 SK85              | 16 de setembre, 2003 | Palomar              | NEAT                                                   |
| 78906 -          | 2003 SY85              | 16 de setembre, 2003 | Kitt Peak            | Spacewatch                                             |
| 78907 -          | 2003 SR90              | 18 de setembre, 2003 | Socorro              | LINEAR                                                 |
| 78908 -          | 2003 ST90              | 18 de setembre, 2003 | Socorro              | LINEAR                                                 |
| 78909 -          | 2003 SF95              | 19 de setembre, 2003 | Palomar              | NEAT                                                   |
| 78910 -          | 2003 SJ97              | 19 de setembre, 2003 | Palomar              | NEAT                                                   |
| 78911 -          | 2003 SY97              | 19 de setembre, 2003 | Palomar              | NEAT                                                   |
| 78912 -          | 2003 SK99              | 19 de setembre, 2003 | Haleakala            | NEAT                                                   |
| 78913 -          | 2003 SP99              | 19 de setembre, 2003 | Haleakala            | NEAT                                                   |
| 78914 -          | 2003 SF101             | 20 de setembre, 2003 | Palomar              | NEAT                                                   |
| 78915 -          | 2003 SW101             | 20 de setembre, 2003 | Palomar              | NEAT                                                   |
| 78916 -          | 2003 SX104             | 20 de setembre, 2003 | Socorro              | LINEAR                                                 |
| 78917 -          | 2003 SG106             | 20 de setembre, 2003 | Palomar              | NEAT                                                   |
| 78918 -          | 2003 SR107             | 20 de setembre, 2003 | Palomar              | NEAT                                                   |
| 78919 -          | 2003 SG108             | 20 de setembre, 2003 | Palomar              | NEAT                                                   |
| 78920 -          | 2003 SM108             | 20 de setembre, 2003 | Palomar              | NEAT                                                   |
| 78921 -          | 2003 SP108             | 20 de setembre, 2003 | Palomar              | NEAT                                                   |
| 78922 -          | 2003 SL109             | 20 de setembre, 2003 | Kitt Peak            | Spacewatch                                             |
| 78923 -          | 2003 SA111             | 20 de setembre, 2003 | Palomar              | NEAT                                                   |
| 78924 -          | 2003 SD111             | 20 de setembre, 2003 | Haleakala            | NEAT                                                   |
| 78925 -          | 2003 SC112             | 18 de setembre, 2003 | Goodricke-Pigott     | R. A. Tucker                                           |
| 78926 -          | 2003 SC126             | 19 de setembre, 2003 | Kitt Peak            | Spacewatch                                             |
| 78927 -          | 2003 SN128             | 20 de setembre, 2003 | Socorro              | LINEAR                                                 |
| 78928 -          | 2003 SR128             | 20 de setembre, 2003 | Fountain Hills       | C. W. Juels, P. R. Holvorcem                           |
| 78929 -          | 2003 SL137             | 20 de setembre, 2003 | Palomar              | NEAT                                                   |
| 78930 -          | 2003 SE142             | 20 de setembre, 2003 | Socorro              | LINEAR                                                 |
| 78931 -          | 2003 SN142             | 20 de setembre, 2003 | Socorro              | LINEAR                                                 |
| 78932 -          | 2003 SU144             | 19 de setembre, 2003 | Socorro              | LINEAR                                                 |
| 78933 -          | 2003 SB145             | 19 de setembre, 2003 | Palomar              | NEAT                                                   |
| 78934 -          | 2003 SM147             | 20 de setembre, 2003 | Haleakala            | NEAT                                                   |
| 78935 -          | 2003 SF148             | 16 de setembre, 2003 | Socorro              | LINEAR                                                 |
| 78936 -          | 2003 SG154             | 19 de setembre, 2003 | Anderson Mesa        | LONEOS                                                 |
| 78937 -          | 2003 SZ155             | 19 de setembre, 2003 | Anderson Mesa        | LONEOS                                                 |
| 78938 -          | 2003 SR156             | 19 de setembre, 2003 | Anderson Mesa        | LONEOS                                                 |
| 78939 -          | 2003 SF161             | 18 de setembre, 2003 | Socorro              | LINEAR                                                 |
| 78940 -          | 2003 SD167             | 22 de setembre, 2003 | Socorro              | LINEAR                                                 |
| 78941 -          | 2003 SN169             | 23 de setembre, 2003 | Haleakala            | NEAT                                                   |
| 78942 -          | 2003 SA171             | 20 de setembre, 2003 | Socorro              | LINEAR                                                 |
| 78943 -          | 2003 SL171             | 18 de setembre, 2003 | Campo Imperatore     | CINEOS                                                 |
| 78944 -          | 2003 SD173             | 18 de setembre, 2003 | Socorro              | LINEAR                                                 |
| 78945 -          | 2003 SY189             | 24 de setembre, 2003 | Palomar              | NEAT                                                   |
| 78946 -          | 2003 SY191             | 19 de setembre, 2003 | Palomar              | NEAT                                                   |
| 78947 -          | 2003 SD192             | 19 de setembre, 2003 | Palomar              | NEAT                                                   |
| 78948 -          | 2003 SM192             | 20 de setembre, 2003 | Campo Imperatore     | CINEOS                                                 |
| 78949 -          | 2003 SU199             | 21 de setembre, 2003 | Anderson Mesa        | LONEOS                                                 |
| 78950 -          | 2003 SC204             | 22 de setembre, 2003 | Palomar              | NEAT                                                   |
| 78951 -          | 2003 SM205             | 24 de setembre, 2003 | Haleakala            | NEAT                                                   |
| 78952 -          | 2003 SG214             | 26 de setembre, 2003 | Desert Eagle         | W. K. Y. Yeung                                         |
| 78953 -          | 2003 SC217             | 27 de setembre, 2003 | Desert Eagle         | W. K. Y. Yeung                                         |
| 78954 -          | 2003 SK218             | 28 de setembre, 2003 | Desert Eagle         | W. K. Y. Yeung                                         |
| 78955 -          | 2003 SQ221             | 26 de setembre, 2003 | Uccle                | E. W. Elst, H. Debehogne                               |
| 78956 -          | 2003 ST223             | 27 de setembre, 2003 | Desert Eagle         | W. K. Y. Yeung                                         |
| 78957 -          | 2003 SE226             | 26 de setembre, 2003 | Socorro              | LINEAR                                                 |
| 78958 -          | 2003 SU228             | 26 de setembre, 2003 | Socorro              | LINEAR                                                 |
| 78959 -          | 2003 SL232             | 24 de setembre, 2003 | Haleakala            | NEAT                                                   |
| 78960 -          | 2003 SX237             | 26 de setembre, 2003 | Socorro              | LINEAR                                                 |
| 78961 -          | 2003 SM245             | 26 de setembre, 2003 | Socorro              | LINEAR                                                 |
| 78962 -          | 2003 SP249             | 26 de setembre, 2003 | Socorro              | LINEAR                                                 |
| 78963 -          | 2003 SR250             | 26 de setembre, 2003 | Socorro              | LINEAR                                                 |
| 78964 -          | 2003 SR251             | 26 de setembre, 2003 | Socorro              | LINEAR                                                 |
| 78965 -          | 2003 SY272             | 27 de setembre, 2003 | Socorro              | LINEAR                                                 |
| 78966 -          | 2003 SO275             | 29 de setembre, 2003 | Socorro              | LINEAR                                                 |
| 78967 -          | 2003 SK277             | 30 de setembre, 2003 | Socorro              | LINEAR                                                 |
| 78968 -          | 2003 SL291             | 29 de setembre, 2003 | Socorro              | LINEAR                                                 |
| 78969 -          | 2003 SO294             | 28 de setembre, 2003 | Socorro              | LINEAR                                                 |
| 78970 -          | 2003 SB298             | 18 de setembre, 2003 | Haleakala            | NEAT                                                   |
| 78971 -          | 2003 SA303             | 17 de setembre, 2003 | Palomar              | NEAT                                                   |
| 78972 -          | 2003 SH304             | 17 de setembre, 2003 | Palomar              | NEAT                                                   |
| 78973 -          | 2003 ST306             | 30 de setembre, 2003 | Socorro              | LINEAR                                                 |
| 78974 -          | 2003 SF307             | 26 de setembre, 2003 | Socorro              | LINEAR                                                 |
| 78975 -          | 2003 SK313             | 19 de setembre, 2003 | Socorro              | LINEAR                                                 |
| 78976 -          | 2003 TO14              | 14 d'octubre, 2003   | Anderson Mesa        | LONEOS                                                 |
| 78977 -          | 2003 TL18              | 15 d'octubre, 2003   | Anderson Mesa        | LONEOS                                                 |
| 78978 -          | 2003 UX22              | 19 d'octubre, 2003   | Kitt Peak            | Spacewatch                                             |
| 78979 -          | 2003 UC24              | 23 d'octubre, 2003   | Anderson Mesa        | LONEOS                                                 |
| 78980 -          | 2003 UH36              | 16 d'octubre, 2003   | Palomar              | NEAT                                                   |
| 78981 -          | 2003 UB40              | 16 d'octubre, 2003   | Kitt Peak            | Spacewatch                                             |
| 78982 -          | 2003 UN47              | 16 d'octubre, 2003   | Haleakala            | NEAT                                                   |
| 78983 -          | 2003 UA49              | 16 d'octubre, 2003   | Anderson Mesa        | LONEOS                                                 |
| 78984 -          | 2003 UR49              | 16 d'octubre, 2003   | Palomar              | NEAT                                                   |
| 78985 -          | 2003 UH52              | 18 d'octubre, 2003   | Palomar              | NEAT                                                   |
| 78986 -          | 2003 UY65              | 16 d'octubre, 2003   | Palomar              | NEAT                                                   |
| 78987 -          | 2003 UD66              | 16 d'octubre, 2003   | Palomar              | NEAT                                                   |
| 78988 -          | 2003 UQ86              | 18 d'octubre, 2003   | Palomar              | NEAT                                                   |
| 78989 -          | 2003 UF95              | 18 d'octubre, 2003   | Haleakala            | NEAT                                                   |
| 78990 -          | 2003 UJ102             | 20 d'octubre, 2003   | Socorro              | LINEAR                                                 |
| 78991 -          | 2003 UH169             | 22 d'octubre, 2003   | Socorro              | LINEAR                                                 |
| 78992 -          | 2003 UC188             | 22 d'octubre, 2003   | Socorro              | LINEAR                                                 |
| 78993 -          | 2003 UK208             | 22 d'octubre, 2003   | Kitt Peak            | Spacewatch                                             |
| 78994 -          | 2003 UR224             | 22 d'octubre, 2003   | Kitt Peak            | Spacewatch                                             |
| 78995 -          | 2047 P-L               | 24 de setembre, 1960 | Palomar              | C. J. van Houten, I. van Houten-Groeneveld, T. Gehrels |
| 78996 -          | 2080 P-L               | 24 de setembre, 1960 | Palomar              | C. J. van Houten, I. van Houten-Groeneveld, T. Gehrels |
| 78997 -          | 2121 P-L               | 24 de setembre, 1960 | Palomar              | C. J. van Houten, I. van Houten-Groeneveld, T. Gehrels |
| 78998 -          | 2504 P-L               | 24 de setembre, 1960 | Palomar              | C. J. van Houten, I. van Houten-Groeneveld, T. Gehrels |
| 78999 -          | 2614 P-L               | 24 de setembre, 1960 | Palomar              | C. J. van Houten, I. van Houten-Groeneveld, T. Gehrels |
| 79000 -          | 2689 P-L               | 24 de setembre, 1960 | Palomar              | C. J. van Houten, I. van Houten-Groeneveld, T. Gehrels |